# Ґолембево-Велике
Ґолембево-Велике (пол. Gołębiewo Wielkie, нім. Groß Golmkau) — село в Польщі, у гміні Тромбки-Великі Ґданського повіту Поморського воєводства.
Населення — 941 особа (2011).
У 1975-1998 роках село належало до Гданського воєводства.

## Демографія
Демографічна структура станом на 31 березня 2011 року:
|          | Загалом | Допрацездатний вік | Працездатний вік | Постпрацездатний вік |
| -------- | ------- | ------------------ | ---------------- | -------------------- |
| Чоловіки | 472     | 114                | 326              | 32                   |
| Жінки    | 469     | 134                | 272              | 63                   |
| Разом    | 941     | 248                | 598              | 95                   |